# هيرشل غروسمان
هيرشل غروسمان (بالإنجليزية: Herschel Grossman)‏ هو اقتصادي أمريكي، ولد في 6 مارس 1939 في فيلادلفيا في الولايات المتحدة، وتوفي في 9 أكتوبر 2004 في مارسيليا في فرنسا.